# Демидовка (городской округ город Тула)
Деми́довка — деревня в Тульской области России. 
В рамках организации местного самоуправления входит в городской округ город Тула, в рамках административно-территориального устройства — в Бежковский сельский округ Ленинского района Тульской области.  

## География
Расположена в 11 км к востоку от областного центра, города Тула (по прямой от Тульского кремля).

## Население
| 2002 | 2010 |
| ---- | ---- |
| 124  | ↘98  |

## История
В рамках организации местного самоуправления с 2006 до 2014 гг. деревня включалась в Шатское сельское поселение Ленинского муниципального района.
С 2015 года деревня входит в Пролетарский территориальный округ в рамках городского округа город Тула. 